# Juhkentali
Juhkentali är en stadsdel i distriktet Kesklinn i Estlands huvudstad Tallinn, belägen mellan den historiska innerstaden och Ülemistesjön. Befolkningen uppgick till 1 374 invånare i januari 2017.
I stadsdelen ligger bland annat Kalevisporthallen, Kalevi-fotbollsstadion, Tallinns centrala busstation samt Juhkentaligymnasiet och det ombyggda Fahle-höghuset i Tallinns gamla cellulosafabrik.